# Communauté du Verbe de Vie
La communauté du Verbe de Vie est une communauté religieuse catholique dissoute en 2023, rattachée au mouvement du Renouveau charismatique, déclarée en France le 2 juillet 1986 par Marie-Josette et Georges Bonneval, Monique et Jean-Louis Fradon, Geneviève et Jacques Pellier, et Marina Perrot. Les époux Marie-Josette et Georges Bonneval en sont les premiers modérateurs, avec l’appui du père Jacques Marin.
Sa dissolution est annoncée le 25 juin 2022 à la suite d'affaires d’agressions sexuelles par le père Jacques Marin, d’emprise par les époux Bonneval et de dysfonctionnements graves internes à la communauté, même après la mort du père Jacques Marin et le départ des époux Bonneval.

## Historique
Les époux Bonneval ont été formés à l'École de la foi de Jacques Loew à Fribourg et sont cofondateurs de Jeunesse-Lumière. Ils fondent la communauté du Verbe de Vie en 1986 avec deux autres couples, Jean-Louis et Monique Fradon, Jacques et Geneviève Pellier, et Marina Perrot,.
À la demande de l’évêque de Tulle Roger Froment, la communauté s'installe à l'abbaye cistercienne d'Aubazines (Corrèze).

## Dissensions internes
Les premiers signalements sont adressés à la hiérarchie ecclésiale en 1989, soit trois ans après la fondation de la communauté. En 2002 et 2003, des divisions au sein de la communauté nécessitent une visite canonique. La communauté est invitée à mettre en place un fonctionnement plus ecclésial, un pouvoir moins centralisé et plus de collégialité,. Le rapport de la visite révèle que le procès-verbal de création de l’association a été falsifié : les noms de cinq signataires ont été effacés pour ne laisser apparaître que les signatures des époux Bonneval,.
Une nouvelle visite canonique est souhaitée en 2011 par l’évêque de Malines-Bruxelles, André Léonard, mais à la place c'est une simple visite pastorale, amicale et brève, qui est menée. Cette période provoque une réorganisation des maisons et la fermeture de plusieurs d'entre elles. Celle d’Aubazines ferme en 2010, celle de La Valette-du-Var en 2015, et celle de Josselin en 2021. Les implantations de l’abbaye de Solignac, du carmel de Tours, et de Notre-Dame-de-l'Épine près de Chalons-en-Champagne ferment également[Quand ?]. Georges et Marie-Josette Bonneval, priés de se retirer temporairement de la communauté, désobéissent à l’Église et partent fonder au Brésil la Communauté des semences du Verbe. Olivier Belleil est élu modérateur général à la suite de leur départ. Claire Baude lui succède en 2013. Le 28 avril 2019, Jean Paul Perez est élu nouveau modérateur général.
En 2019, la communauté est reconnue comme association privée de fidèles de droit diocésain par le cardinal Jozef De Kesel, archevêque de Malines-Bruxelles.

## Agressions sexuelles
Jacques Marin, prêtre de la Mission de France et accompagnateur spirituel de la communauté du Verbe de Vie pendant 27 ans, a commis pendant de nombreuses années des agressions sexuelles sur des femmes dans le cadre du sacrement de la confession, souvent des victimes, qu'il prétendait aider, ayant été sexuellement abusées par le passé. Il s'est également rendu coupable de violation du secret de la confession.
Après un procès canonique en 2016,, la faculté de confesser lui est retirée par Hervé Giraud, prélat pour la Mission de France en raison de sa surdité et de son âge avancé. On lui reproche de ne pas s'être « abstenu de gestes et d'attitudes » par lesquels il a « parfois scandalisé gravement des pénitentes dont certaines ont porté plainte auprès de l'autorité épiscopale. ». Le dominicain Gilles Berceville, qui a entendu plusieurs plaignantes, et l'évêque de Limoges, Pierre-Antoine Bozo critiquent ce décret qui tend à minimiser les faits. Une plainte est déposée en avril 2019 par une ancienne sœur de la communauté des Béatitudes pour des faits remontant à la fin des années 80. Trois femmes au moins portent plainte. Le prêtre décède en octobre 2019. Dans un communiqué du 23 mai 2022, la communauté appelle d'autres victimes potentielles à se manifester.
Selon François Touvet, seize personnes ont été reconnues comme victimes par la Commission reconnaissance et réparation. Il a lui-même transmis des signalements à la procureure de la République de Châlons .

## Dissolution
Le 25 juin 2022, le cardinal Jozef De Kesel annonce aux responsables que la communauté sera dissoute à compter du 1er juillet 2023. Ce décret fait suite à la visite canonique de janvier-avril 2022 qui a confirmé l'existence de « dysfonctionnements graves et systémiques depuis la fondation »,. L’annonce de la dissolution mentionne également le départ de 240 membres de la communauté en trente ans, et indique que « toutes les tentatives pour préciser le charisme, se donner une règle de vie stable, assurer une gouvernance sereine, et garantir au sein du Verbe de Vie le respect de chacun et la confiance, ont échoué ».

### Raisons invoquées
En juin 2022, François Touvet, évêque de Châlons-en-Champagne, nommé administrateur apostolique, détaille les raisons de la dissolution et les dysfonctionnements de la communauté :
« […] abus spirituels, spiritualisation excessive, des phénomènes d'emprise, un manque de réalisme, des abus de pouvoir. Le fonctionnement des maisons est toujours regardé d’une manière tellement spirituelle que la réalité de la vie des personnes, leurs souffrances et leurs questionnements ne sont pas assez pris en compte. Le discours trop spiritualisant vise à cacher la réalité des choses.
Ont été relevés des abus d’autorité et la confusion entre le for interne et le for externe. [...] [L']accompagnateur spirituel était en même temps le responsable de la maison, donc leur supérieur.
Quand certaines personnes essayaient d’exprimer un questionnement sur le fonctionnement de la communauté, elles étaient parfois éjectées. Si elles annonçaient leur intention de partir, elles subissaient des pressions culpabilisantes. S’ajoute l’absence d’une formation suffisante et d’une véritable règle de vie. Ce sont les faits exprimés par la quasi-unanimité des membres actuels et des anciens membres entendus par les visiteurs. ».
Selon François Touvet, compte-tenu de l'épuisement psychologique des membres restants, de la subsistance de tensions et de divisions, d'une définition insuffisante du charisme propre à la communauté, le cardinal Jozef De Kesel a estimé que la dissolution s'imposait. L'évêque de Châlons-en-Champagne considère que « l’Église n’a pas été suffisamment vigilante. Il y a une défaillance de l’institution ecclésiale et une défaillance du gouvernement de la communauté. ».

## Implantations dans le monde
La communauté du Verbe de Vie était implantée dans différents pays :
- En France, dans trois abbayes ou monastères :
  - Abbaye Notre-Dame-d'Andecy à Baye (Champagne) depuis 1990,
  - Josselin (Bretagne) depuis 2001,
  - Sceaux (Île-de-France) depuis 2011.
- En Belgique, la communauté était installée à Bruxelles depuis 2017
- En Suisse, la communauté était installée à Pensier (canton de Fribourg) depuis 1993
- Au Brésil, le Verbe de Vie avait fondé la maison « Marthe et Marie » en 2002
- Au Mali, c'est à Bamako que se trouvait le Verbe de Vie depuis 2002

## Vocation de la Communauté
Le Verbe de Vie tire son nom et sa vocation de la première épître de saint Jean : 

« Ce que nous avons entendu... vu... contemplé... touché du Verbe de Vie... nous vous l'annonçons. »

— (1Jn 1-3)
La Communauté regroupait des membres appartenant à différents états de vie : des personnes laïques, mariées ou célibataires, des hommes et femmes consacrés séculiers, des sœurs consacrées, des frères et des clercs consacrés, des diacres permanents, des veuves et veufs consacrés.